# 베를린 쇤홀츠역
베를린 쇤홀츠역(Bahnhof Berlin-Schönholz, 듣기 (도움말·정보))은 베를린 라이니켄도르프구 라이니켄도르프에 위치한 베를린 북부선과 크레멘선의 분기역이다. 역 동쪽으로 팡코구 니더쇤하우젠과 인접해 있다. S반 승강장 북쪽으로 쇤홀츠 화물역이 있다. S반 역사는 건축유산으로 지정되어 있다.

## 역사
1877년 7월 10일 베를린 북부선 개통 당시 라이니켄도르프(Reinickendorf)역으로 개통했으며, 건설 당시에는 상대식 승강장만 존재했다. 1878년에는 쇤홀츠 (라이니켄도르프)(Schönholz (Reinickendorf))역, 1884년에는 쇤홀츠라이니켄도르프(Schönholz-Reinickendorf)역으로 개칭되었다. 1893년에 섬식 승강장이 설치되었고 그 해 개통한 크레멘선과의 분기역이 되었다. 1896년에 대합실이 설치되었다. 1901년부터 1903년까지 선로가 제방화되었고 철도역이 개수되었다. 이 과정에서 구 대합실 건물이 철거되었다. 베를린 북부선의 열차선과 근교선이 분리되었고, 크레멘선 분기부 역시 분리되었다. 이 과정에서 근교선 전용역으로 변경되었다.
1925년 6월 5일부터 전동차 운행이 시작되었고, 약 2년 동안 증기 기관차 견인 열차가 병행 운행했다. 1938년에는 쇤홀츠역으로 개칭되었다.
1984년 1월 9일에 서베를린 BVG가 서베를린 S반 운영권을 넘겨받으면서 북부선과 크레멘선 둘 다의 운행이 중단되었고 역이 폐쇄되었다. 1984년 10월 1일에 프로나우역 방면 북부선이 재개통하면서 역의 영업이 재개되었다. 1995년에는 크레멘선의 테겔역까지의 구간 운행이 재개되었고 1998년에는 헤니히스도르프까지 전 구간 운행이 재개되었다.
독일 연방정부의 예산으로 2011년에 엘리베이터가 설치되었다.
크레멘선에 전자식 신호소가 설치되면서 마지막까지 화물역을 제어했던 기계식 신호소 2곳이 영업을 중단했다. 화물역 남부는 보른홀머 슈트라세역의 전자식 신호소에 연결되었다. 이 과정에서 일부 선로와 분기기가 철거되었고 화물선 본선은 단선으로만 유지되었다. 도이체 반에서는 과거 화물역 부지에 유치선 6선, 경검수선 2선 규모의 장거리 열차 간이 기지를 설치할 예정이다. 베를린 북부선의 시내 구간 복원과 연결되어 2025년까지 설계가 완료될 예정이다.

## 인접 정차역
베를린 버스 150, 327, N52번과 환승할 수 있다.
| 베를린 S반                             | 베를린 S반 | 베를린 S반                      |
| -------------------------------------- | ---------- | ------------------------------- |
| 빌헬름스루 오라니엔부르크 방면         | S1         | 볼랑크슈트라세 반제 방면        |
| 알트라이니켄도르프 헤니히스도르프 방면 | S25        | 볼랑크슈트라세 텔토 슈타트 방면 |
| 빌헬름스루 바이트만슬루스트 방면       | S85        | 볼랑크슈트라세 그뤼나우 방면    |

## 참고 문헌
- Gerd Gauglitz, Holger Orb (2001). 《Berlins S- und U-Bahn-Netz – Ein geschichtlicher Streckenplan》 (독일어). Berlin: Edition Gauglitz. ISBN 3-933502-09-8.
- 《Entwicklung der Eisenbahnanlagen im Norden von Berlin seit dem Jahre 1890》. Zeitschrift für Bauwesen (독일어). 1903. Atlas, Bl. 33-34쪽.
- Peter Bley (1977). 《100 Jahre Berliner Nordbahn》. Berliner Verkehrsblätter (독일어). 6-8쪽.
- 《BusB X B 2》. Berlin und seine Bauten (독일어). Berlin. 1984. 165, 190쪽.
- 《Topographie Reinickendorf/Reinickendorf》 (독일어). 1988. 127 f.쪽.
- Michael Bayer. 《Die Güterbahnhöfe Berlin-Schönholz und Berlin-Hermsdorf sowie deren Anschlussgleise》 (독일어). Selbstverlag. ISBN 978-3-9820299-4-8.